# Olympiakos Syndesmos Filathlōn Peiraiōs 2016-2017 (pallacanestro maschile)
Questa voce raccoglie le informazioni riguardanti l'Olympiakos B.C. nelle competizioni ufficiali della stagione 2016-2017.

## Stagione
La stagione 2016-2017 dell'Olympiakos è la 63ª nel massimo campionato greco di pallacanestro, l'A1 Ethniki.
L'Olympiakos ha vinto la regular season del campionato, accedendo poi alla serie finale dei play-off dove è stato sconfitto in casa propria nella quinta e decisiva partita dal Panathīnaïkos.
In Eurolega si è qualificato per i play-off dove ha eliminato i turchi dell'Efes, accedendo alle final four dove ha battuto in semifinale il CSKA Mosca ma perdendo poi la finale contro il Fenerbahçe.

## Roster
Aggiornato al 18 luglio 2018.
| Olympiakos 2016-17 | Olympiakos 2016-17 |
| Giocatori          | Staff tecnico      |
| ------------------ | ------------------ |

| N. | Naz.                                       | Ruolo | Nome                  | Anno | Alt.   | Peso   |  |
| -- | ------------------------------------------ | ----- | --------------------- | ---- | ------ | ------ |  |
| 1  | Stati Uniti (bandiera)                     | P     | Erick Green           | 1991 | 190 cm | 84 kg  |  |
| 2  | Canada (bandiera)                          | AG    | Khem Birch            | 1992 | 206 cm | 100 kg |  |
| 4  | Stati Uniti (bandiera)                     | C     | Patric Young          | 1992 | 209 cm | 102 kg |  |
| 5  | Grecia (bandiera)                          | PG    | Vasilīs Toliopoulos   | 1996 | 188 cm | 86 kg  |  |
| 6  | Grecia (bandiera)                          | A     | Iōannīs Papapetrou    | 1994 | 203 cm | 105 kg |  |
| 7  | Grecia (bandiera)                          | PG    | Vasilīs Spanoulīs (C) | 1982 | 193 cm | 89 kg  |  |
| 9  | Stati Uniti (bandiera)                     | P     | Dominic Waters        | 1986 | 185 cm | 82 kg  |  |
| 10 | Grecia (bandiera)                          | AC    | Dīmītrīs Agravanīs    | 1994 | 208 cm | 116 kg |  |
| 11 | Serbia (bandiera)                          | C     | Nikola Milutinov      | 1994 | 213 cm | 116 kg |  |
| 15 | Grecia (bandiera)                          | AG    | Giōrgos Printezīs     | 1985 | 205 cm | 105 kg |  |
| 16 | Grecia (bandiera)                          | AP    | Kōstas Papanikolaou   | 1990 | 204 cm | 107 kg |  |
| 17 | Grecia (bandiera)                          | G     | Vaggelīs Mantzarīs    | 1990 | 194 cm | 86 kg  |  |
| 23 | Italia (bandiera)                          | G     | Daniel Hackett        | 1987 | 193 cm | 88 kg  |  |
| 24 | Stati Uniti (bandiera) · Belgio (bandiera) | AP    | Matt Lojeski          | 1985 | 198 cm | 92 kg  |  |
| 26 | Grecia (bandiera)                          | AC    | Parīs Maragkos        | 1994 | 206 cm | 110 kg |  |
| 27 | Grecia (bandiera)                          | PG    | Iōannīs Athīnaiou     | 1988 | 194 cm | 90 kg  |  |

| Allenatore |
| - Giannīs Sfairopoulos |
| Assistente/i |
| - Vasilīs Geragotellis - Vangelīs Koutsoukeras - Christos Marmarinos - / Milan Tomić Legenda - (C) Capitano - (IN) Inattivo - Infortunato Roster |

## Mercato

### Sessione estiva
| Acquisti | Acquisti         | Acquisti        | Acquisti      | Acquisti |
| R.       | Nome             | da              | Modalità      |          |
| -------- | ---------------- | --------------- | ------------- | -------- |
| P        | Erick Green      | Reno Bighorns   | definitivo    |          |
| AG       | Khem Birch       | Uşak Sportif    | definitivo    |          |
| AC       | Parīs Maragkos   | American Eagles | definitivo    |          |
| C        | Vasilīs Kavvadas | Arkadikos       | fine prestito |          |

| Cessioni | Cessioni            | Cessioni       | Cessioni       | Cessioni |
| R.       | Nome                | a              | Modalità       |          |
| -------- | ------------------- | -------------- | -------------- | -------- |
| C        | Othello Hunter      | Real Madrid    | fine contratto |          |
| PG       | Darius Johnson-Odom | Dinamo Sassari | fine contratto |          |
| G        | Vasilīs Mouratos    | Psichiko       | prestito       |          |
| G        | D.J. Strawberry     | Málaga         | rescissione    |          |
| C        | Michalīs Tsairelīs  | Aris Salonicco | fine contratto |          |
| C        | Vasilīs Kavvadas    | Aris Salonicco | fine contratto |          |
| AC       | Hakim Warrick       | Free agent     | fine contratto |          |

### Dopo l'inizio della stagione
| Acquisti | Acquisti       | Acquisti    | Acquisti         | Acquisti             |
| R.       | Nome           | da          | Data             | Modalità             |
| -------- | -------------- | ----------- | ---------------- | -------------------- |
| P        | Dominic Waters | Pall. Cantù | 27 dicembre 2016 | definitivo (50000 $) |

| Cessioni | Cessioni | Cessioni | Cessioni | Cessioni |
| R.       | Nome     | a        | Data     | Modalità |
| -------- | -------- | -------- | -------- | -------- |